# Pharnaceum
Pharnaceum es un género de plantas de flores con 80 especies de la familia Molluginaceae.

## Especies seleccionadas
- Pharnaceum acidum
- Pharnaceum albens
- Pharnaceum album
- Pharnaceum alpinum
- Pharnaceum arenarium
- Pharnaceum aurantium
- Pharnaceum bellidifolium
- Pharnaceum berterianum
- Pharnaceum brevicaule